# Roeien op de Olympische Zomerspelen 2016 – Acht mannen
De roeien acht mannen op de Olympische Zomerspelen 2016 vond plaats van maandag 8 tot en met zaterdag 13 augustus 2016. Regerend olympisch kampioen was Duitsland, dat in Rio de Janeiro de titel verdedigde. De competitie bestond uit meerdere ronden, beginnend met de series en herkansingen om het deelnemersveld van de finale te bepalen. Er werden twee series geroeid, waarbij de beste boten zich direct kwalificeerden voor de finale. De overige landen roeiden de herkansing, waarin vier van de vijf landen zich plaatsten voor de finale. De series vonden plaats op maandag 8 augustus 2016, twee dagen later gevolgd door de herkansingen. De finale werd geroeid op zaterdag 13 augustus.

## Resultaten

### Series
De beste boot van elke serie plaatste zich voor de finale. De overige boten probeerden in de herkansingen zich alsnog te kwalificeren.

#### Serie 1
| rang | naam | land             | tijd    |   |
| ---- | --- | ---------------- | ------- | - |
| 1    | Paul Bennett Scott Durant Matthew Gotrel Matt Langridge Tom Ransley Pete Reed William Satch Andrew Triggs Phelan Hill (s)                           | Groot-Brittannië | 5:34.23 | Q |
| 2    | Kaj Hendriks Robert Lücken Boaz Meylink Boudewijn Röell Olivier Siegelaar Dirk Uittenbogaard Mechiel Versluis Tone Wieten Peter Wiersum (s)         | Nederland        | 5:36.16 | H |
| 3    | Michael Brake Isaac Grainger Stephen Jones Alex Kennedy Shaun Kirkham Tom Murray Brook Robertson Joe Wright Caleb Shepherd (s)                      | Nieuw-Zeeland    | 5:36.28 | H |
| 4    | Vincenzo Capelli Luca Agamennoni Simone Venier Matteo Stefanini Pierpaolo Frattini Mario Paonessa Fabio Infimo Emanuele Liuzzi Enrico D'Aniello (s) | Italië           | 5:52.83 | H |

#### Serie 2
| rang | naam | land             | tijd    |   |
| ---- | --- | ---------------- | ------- | - |
| 1    | Felix Drahotta Malte Jakschik Eric Johannesen Andreas Kuffner Maximilian Munski Hannes Ocik Maximilian Reinelt Richard Schmidt Martin Sauer (s)                 | Duitsland        | 5:38.22 | Q |
| 2    | Mike DiSanto Samuel Dommer Austin Hack Alexander Karwoski Stephen Kasprzyk Robert Munn Glenn Ochal Hans Struzyna Samuel Ojserkis (s)                            | Verenigde Staten | 5:40.16 | H |
| 3    | Zbigniew Schodowski Mateusz Wilangowski Marcin Brzeziński Robert Fuchs Krystian Aranowski Michał Szpakowski Mikołaj Burda Piotr Juszczak Daniel Trojanowski (s) | Polen            | 5:42.32 | H |

### Herkansing
De beste vier boten plaatsten zich voor de finale.
| rang | naam | land             | tijd    |   |
| ---- | --- | ---------------- | ------- | - |
| 1    | Mike DiSanto Samuel Dommer Austin Hack Alexander Karwoski Stephen Kasprzyk Robert Munn Glenn Ochal Hans Struzyna Samuel Ojserkis (s)                            | Verenigde Staten | 5:51.13 | Q |
| 2    | Kaj Hendriks Robert Lücken Boaz Meylink Boudewijn Roell Olivier Siegelaar Dirk Uittenbogaard Mechiel Versluis Tone Wieten Peter Wiersum (s)                     | Nederland        | 5:52.95 | Q |
| 3    | Michael Brake Isaac Grainger Stephen Jones Alex Kennedy Shaun Kirkham Tom Murray Brook Robertson Joe Wright Caleb Shepherd (s)                                  | Nieuw-Zeeland    | 5:56.94 | Q |
| 4    | Zbigniew Schodowski Mateusz Wilangowski Marcin Brzeziński Robert Fuchs Krystian Aranowski Michał Szpakowski Mikołaj Burda Piotr Juszczak Daniel Trojanowski (s) | Polen            | 5:59.22 | Q |
|      | Vincenzo Capelli Luca Agamennoni Simone Venier Matteo Stefanini Pierpaolo Frattini Mario Paonessa Fabio Infimo Emanuele Liuzzi Enrico D'Aniello (s)             | Italië           | 6:05.12 |   |

### Finale
| rang   | naam | land             | tijd    |  |
| ------ | --- | ---------------- | ------- |  |
| Goud   | Paul Bennett Scott Durant Matthew Gotrel Matt Langridge Tom Ransley Pete Reed William Satch Andrew Triggs Phelan Hill (s)                                       | Groot-Brittannië | 5:29.63 |  |
| Zilver | Felix Drahotta Malte Jakschik Eric Johannesen Andreas Kuffner Maximilian Munski Hannes Ocik Maximilian Reinelt Richard Schmidt Martin Sauer (s)                 | Duitsland        | 5:30.96 |  |
| Brons  | Kaj Hendriks Robert Lücken Boaz Meylink Boudewijn Roell Olivier Siegelaar Dirk Uittenbogaard Mechiel Versluis Tone Wieten Peter Wiersum (s)                     | Nederland        | 5:31.59 |  |
| 4      | Mike DiSanto Samuel Dommer Austin Hack Alexander Karwoski Stephen Kasprzyk Robert Munn Glenn Ochal Hans Struzyna Samuel Ojserkis (s)                            | Verenigde Staten | 5:34.23 |  |
| 5      | Zbigniew Schodowski Mateusz Wilangowski Marcin Brzeziński Robert Fuchs Krystian Aranowski Michał Szpakowski Mikołaj Burda Piotr Juszczak Daniel Trojanowski (s) | Polen            | 5:34.62 |  |
| 6      | Michael Brake Isaac Grainger Stephen Jones Alex Kennedy Shaun Kirkham Tom Murray Brook Robertson Joe Wright Caleb Shepherd (s)                                  | Nieuw-Zeeland    | 5:36.64 |  |